# Československý pavilon na Světové výstavě 1958
Československý pavilon na Světové výstavě roku 1958 v Bruselu (Expo 58), též Bruselský pavilon, byl velký výstavní pavilon, který prezentoval návštěvníkům výstavy poválečný život v Československu, člověka, který v něm žije, jeho práci a odpočinek, kulturu a umění této země. 
Pavilon tvořený několika budovami byl navržen do prostředí parku se vzácnými dřevinami a tomu byla přizpůsobena jeho architektura. Architektonický návrh pavilonu a restaurace vypracovala trojice architektů František Cubr, Zdeněk Pokorný a Josef Hrubý. Stavba svým charakterem dokonale zapadla do okolní přírody a doslova se s ní prolínala. Návštěvníkům umožnila zůstat v kontaktu s přírodou a zárověň obdivovat architektonicky propracované budovy vyznačující se střídajícími se velkými prosklenými a plnými plochami. Celkový dojem ještě umocňovalo důmyslně projektované venkovní osvětlení.
Československo na Expu v Bruselu představilo nejen množství uměleckých či průmyslových výrobků, ale také řadu originálních nápadů, včetně projektu Laterny magiky nebo Polyekranu. Celkový scénář výstavní expozice navrhl ve spolupráci s dalšími výtvarníky Jindřich Santar.
Československý pavilon získal velké mezinárodní uznání a řadu ocenění, včetně Zlaté hvězdy za nejlepší pavilon. Za půl roku trvání výstavy navštívilo národní pavilon šest milionů lidí. Československá pošta vydala poprvé ku příležitosti konání Expa několik známek s motivy národního pavilonu a výrobků. Jejich autory byli Karel Svolinský a František Hudeček.
V návaznosti na úspěch v Bruselu je pozdně modernistický projev v Československu, zejména v užitém umění a designu, na přelomu 50. a 60. let 20. století označován jako bruselský styl.
Po ukončení výstavy se z výstavních objektů zachovala jen zaoblená budova restaurace přenesená do Prahy na Letnou. Na začátku 21. století byla zrekonstruována a později přestavěná na kancelářskou budovu. V roce 2021 otevřela v objektu novou výstavní síň Expo 58 Art společnost Adolf Loos Apartment and Gallery.  
Vlastní velká kubická výstavní hala přenesená na pražské Výstaviště zanikla po požáru roku 1991.

## Myšlenka
Scénář expozice vypracoval Jindřich Santar, který spolupracoval s Jiřím Trnkou, Antonínem Kybalem, Stanislavem Libenským a Janem Kotíkem. Hlavní myšlenka vychází z ústředního tématu této výstavy – Člověk a prostor. Mottem pavilonu byl Jeden den v Československu. Z toho vyplývalo jeho členění na tematické okruhy Práce – Kultura – Odpočinek, které se prezentovaly ve dvanácti dílčích expozicích.

## Historie
O  účasti Československa na Světové výstavě Expo 58 v Bruselu rozhodla československá vláda 26. října 1955. Jejím cílem bylo prezentovat současný kulturní stav země, technickou vyspělost a životní úroveň československého lidu, výsledky jeho práce a jeho podíl na budování lidštějšího světa. 
Po dohodě s pořádající společností bylo pro pavilon určené místo u brány parku izolované od ostatních pavilonů mohutnými alejemi. Umístění mělo své nevýhody, zejména izolovanost a zastínění stromy, ale na druhé straně i velkou výhodu, která spočívala v možnosti vytvořit samostatný architektonický koncept bez vlivu sousedících pavilonů.
V roce 1956 se vypsala architektonická soutěž na projekt, kterou vyhrál projekt architektů Františka Cubra, Josefa Hrubého a Zdeňka Pokorného, zaměstnanců Státního projektového ústavu pro výstavbu měst a vesnic v Praze. Josef Hrubý byl představitel českého funkcionalismu, který již v roce 1939 navrhl tehdy nejmodernější obchodní dům v Praze, Bílou labuť.
Součástí navrhovaného pavilonu byl i malý kulturní sál, pro který dosud neexistoval program. Podle původní představy Ministerstva školství a kultury, které se staralo o kulturní  produkci na výstavě, se měl kulturní program skládat z dokumentárních filmů o životě, kultuře a práci v Československu a z koncertů předních českých a slovenských hudebníků. Tím měl být naplněn požadavek vlády využít expozice k prezentaci země. Ke změně této koncepce přispěl nejspíše sám Alfréd Radok, když podal na ministerstvo „vlastní velkolepou vizi“. V roce 1957 byl Alfréd Radok jmenován uměleckým vedoucím pořadů v československém pavilonu na Světové výstavě v Bruselu. 
V době přípravy československé expozice došlo v Československu k určitému kulturnímu uvolnění. Komunistické vedení státu dalo autorům poměrně značnou volnost a ti to zpravidla považovali za jedinečnou příležitost ke svobodné tvorbě. Vládní výbor pro přípravu expozice řídil František Kahuda, který obhajoval uměleckou svobodu tvůrců výstavy a podporoval ambiciózní projekty, jako byla slavná Laterna magika nebo Polyekran Josefa Svobody.  Expo 58 zahájilo postupnou liberalizaci v Československu, kterou ukončila až okupace Československa a následná normalizace. 

### Osud pavilonu po výstavě

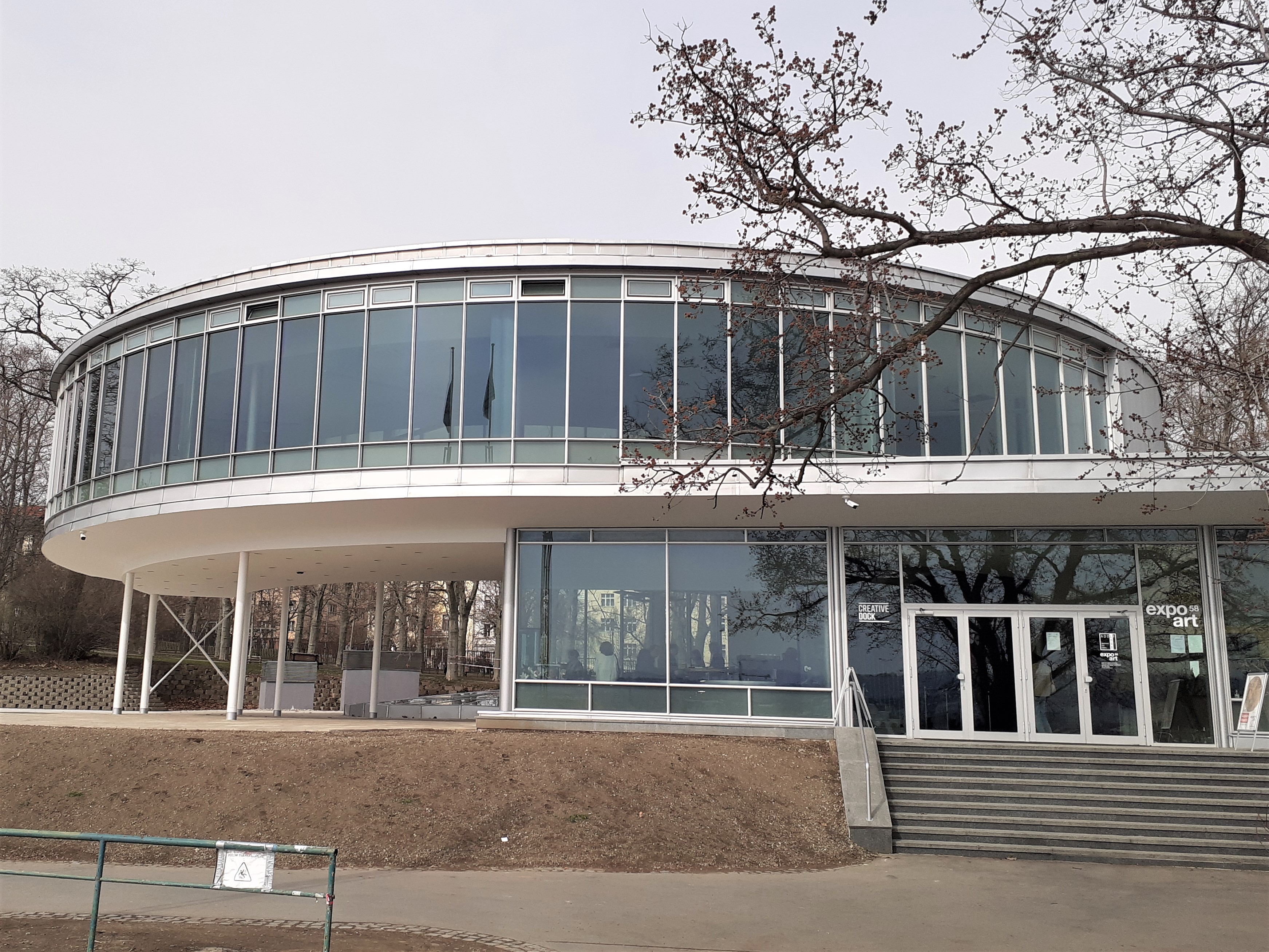
Výstavní síň Expo 58 na Letné (stav 2022)

Po skončení Expa bylo vzhledem k velkému úspěchu československého pavilonu rozhodnuto o jeho demontáži a přenesení do Prahy v roce 1959. Pavilon byl přemístěn do Parku kultury a oddechu Julia Fučíka, dnešního Výstaviště, kde od roku 1960 jako Bruselský pavilon sloužil zejména k instalaci řady krátkodobých výstav. Během Všeobecné československé výstavy 1991 byl v jeho prostorách vystaven mj. měsíční kámen. Dne 25. října 1991 pavilon zničil požár a jeho ruina byla bez náhrady stržena.

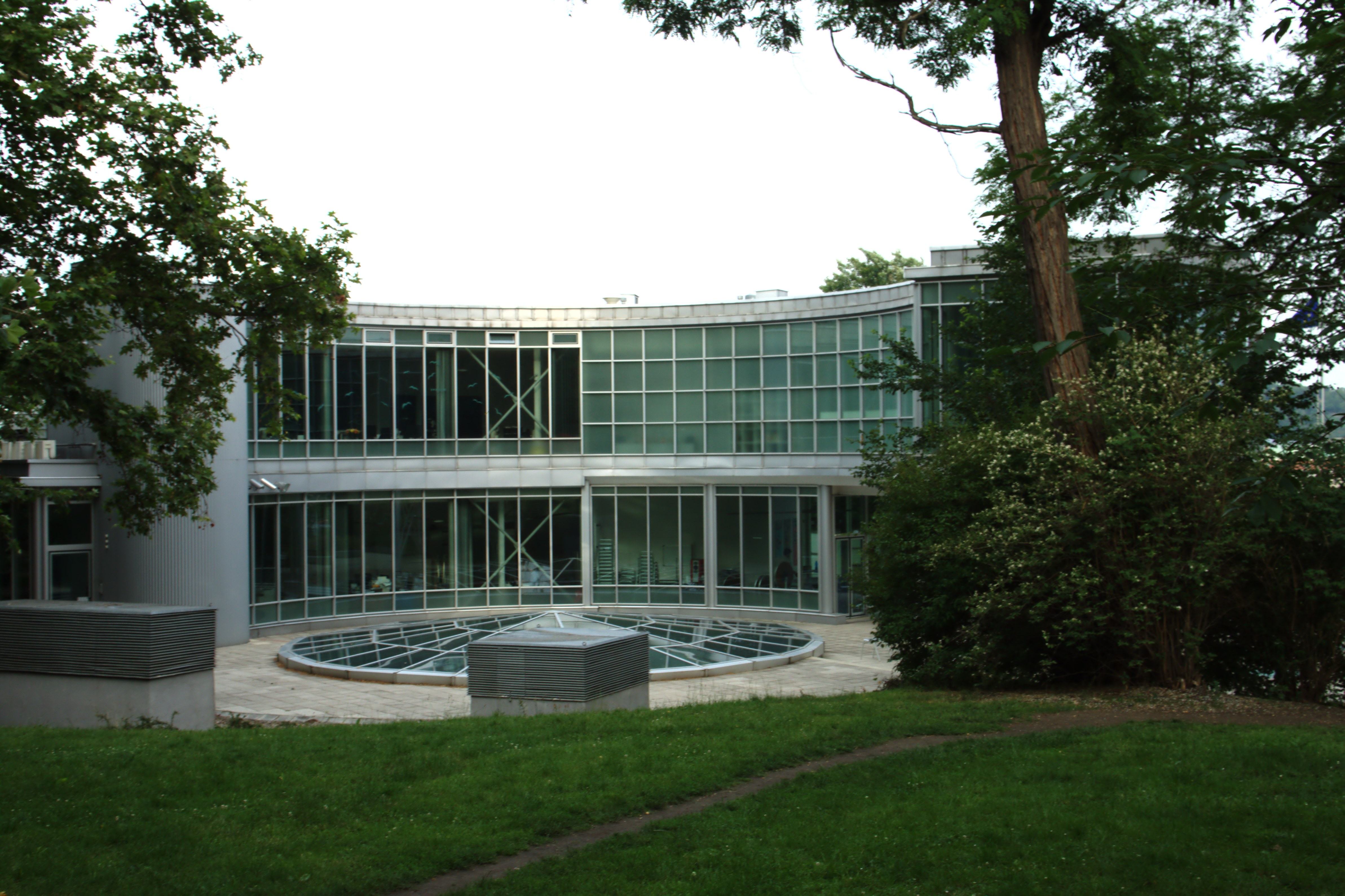
Stavba někdejší Bruselské restaurace Expo 58 po rekonstrukční přestavbě z r. 2001 zezadu

Budova restaurace včetně vnitřního zařízení a vybavení byla umístěna v pražských Letenských sadech, přičemž harmonické místo a vyhlídková terasa poskytovaly návštěvníkům nádherný výhled na město. V roce 1964 byla prohlášena kulturní památkou. V roce 1990 byl provoz restaurace ukončen. V roce 1992 byl letenský pavilon spolu s historickým centrem Prahy zapsán na seznam světového kulturní dědictví UNESCO. Objekt, který byl v majetku státu, začal chátrat a byl vydražen v malé privatizaci. Poté několikrát změnil vlastníka a chátral do roku 1997. V roce 1997 získal zdevastované torzo památkově chráněné stavby rakouský investor a začal s nákladnou rekonstrukcí (1997–2001). Shodl se s nájemcem, že exteriér bude rekonstruován do původní podoby a v interiéru se pokusí zachovat co nejvíce původních prvků. Nový interiér restaurace navrhli Barbora Škorpilová a Jan Padrnos. Mezi lety 2001 a 2020 sídlila v pavilonu reklamní agentura. V roce 2021 byl pavilon rekonstruován a jeho přízemí slouží jako výstavní síň renomované aukční síně a galerie Adolf Loos Apartment and Gallery.
Dalšími autentickými památkami na Expo 58 jsou stojan Kaplanovy turbíny před pražským výstavištěm a plastika Sousoší Nový věk před branou Bněnského výstaviště.

## Projekt
Vítězní architekti se stali vedoucími projektanty komplexního projektu, který se skládal z výstavního pavilonu, přilehlé restaurace, vnitřních expozic, vnějších architektonických a sadových úprav včetně vnějšího osvětlení a prodejních stánků v přilehlé aleji.

### Pavilon
Pro objekt pavilonu byla vyčleněna parcela trojúhelníkového tvaru, která respektovala okolní přírodní prostředí, sousedící pavilony a dálkové komunikace. Při rozvržení objektů dbal tým projektantů na to, aby byly na pavilon ze všech stran vytvořeny průhledy. Hlavní vstup orientovali do aleje vedoucí od Brány parku k centru výstavy. Snažili se o maximální odstup od hlavní komunikace i od velkého sousedícího sovětského pavilonu.
Jelikož výstava Expo 58 se konala v prostoru Heysselského parku se vzácnými dřevinami, koncept musel při rozmisťování objektů respektovat vzácné přírodní prostředí. Výsledkem bylo nenásilné zakomponování pavilonu do parku a vytvoření vlastního vnitřního nádvoří parkového charakteru ponecháním původní zeleně. Tato myšlenka přerůstání přírodního prostředí pavilonem byla zesílená oboustranným zasklením spojovacích křídel. Dosáhlo se tak neustálého kontaktu návštěvníka procházejícího expozicemi s přírodou. Architektonicky pavilon dotvářely i malé prodejní stánky v zeleném pásu aleje, které vytvářely přechod mezi zelení samotného parku a výstavními objekty.
Vnější i vnitřní podoba pavilonu zároveň reprezentovala přirozený vývoj soudobé československé architektury.
Architekti si uvědomovali, že mají příliš velkou konkurenci zejména na poli nových konstrukčních technologií. Vnímali i prudký vývoj novodobé architektury, který byl čím dál tím více ovlivňován vyspělým průmyslem přinášejícím nespočet výrobních možností. Zajímavý efekt vytvořili seskupením hmot se střídáním velkých plných ploch se zasklenými. Křídla a jednotlivé fasády rozvrhli tak, aby se ze všech stran zachovávala velká měřítko pavilonu.
Formování pavilonu ovlivnilo zejména okolí. Použití jednoduchých forem, linií a ploch stavby zdůraznilo přítomnost velkých krásných a tvarově bohatých cedrů a vzácných jehličnanů. Autoři se záměrně vyvarovali použití vnějších dekorativních efektů a nápadných forem nepodložených obsahem.
Důmyslně projektováno bylo i venkovní osvětlení. Autoři vytvořili šestiminutový kinetický osvětlovací cyklus s použitím několika barev a střídavým osvětlováním objektů, přírodního okolí, sousoší při vstupu a věže. Důležitou roli v konceptu sehrálo navrhování vnitřní architektury v souladu s vnější. Autoři zavrhli možnost vytvoření velkého neurčitého prostoru, který by hned prozradil téměř celý obsah. Snažili se obohatit návštěvníka o nové prostorové dojmy, což je vhodnější řešení pro tematické výstavy.
Projektanti se rozhodli pro soustavu vnitřních diferencovaných prostor, které by návštěvníka udržovaly v pozornosti během celé procházky expozicí, případně jeho zájem ještě stupňovaly. Výstavní pavilony tvořily soustavu typizovaných hal, kde se střídaly a kontrastně doplňovaly dva systémy. Byly to tři kubusy čtvercového půdorysu a dvě zasklené spojovací haly. Tyto prostory se vnitřně ještě členily volným vložením výstavních plošin ve výšce prvního podlaží. Tak vznikla skladba hal různého charakteru. Samozřejmě autoři dbali na zachování plynulého vedení návštěvníka od prostoru vstupní haly přes přízemí, mezipatro a na galeriích až do expozice v nádvoří. Jelikož se očekávalo, že návštěvník bude již značně unavený, bral se ohled i na jednoduché překonávání výšek pomocí menšího počtu schodů, které propojovaly různé haly a prostory na jiných podlažích. K halám byla přistavěna věžová nosná konstrukce pro Kaplanovu turbínu a samostatný objekt restaurace.

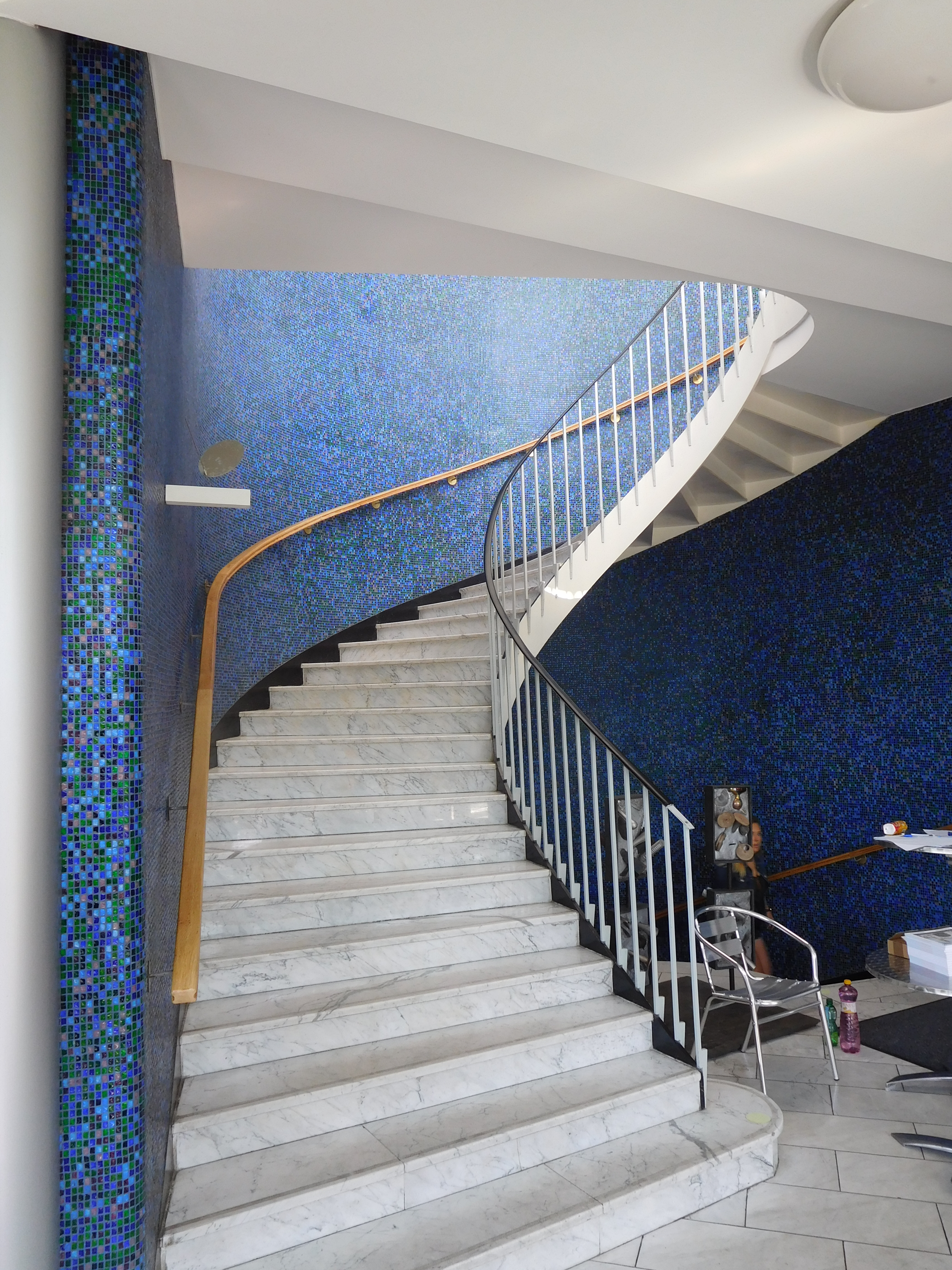
Vnitřní schodiště budovy restaurace Expo 58

### Restaurace

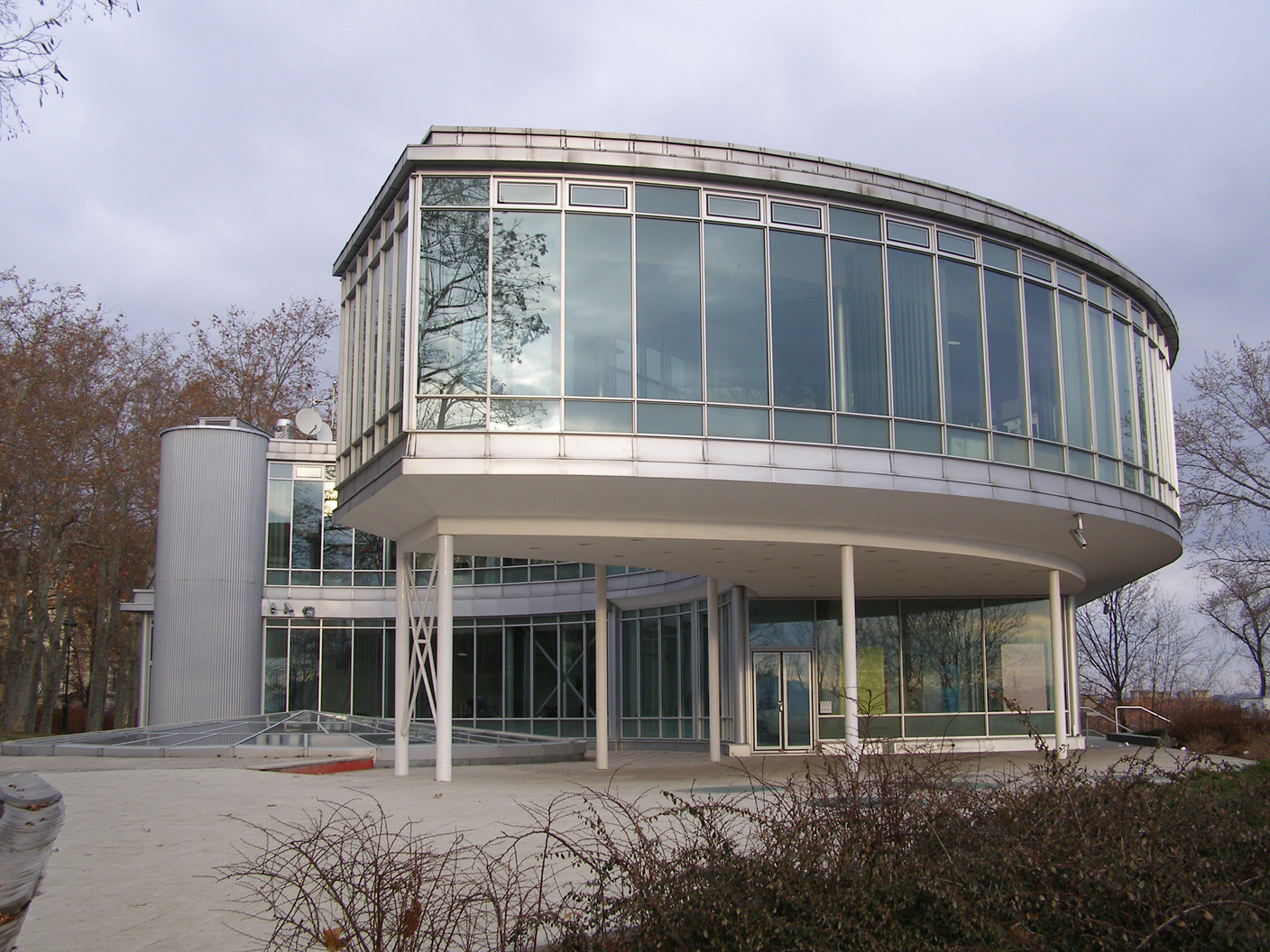
Restaurace Praha EXPO 58 na Letné

Kromě výstavních místností plánovali architekti také výstavbu restaurace, která měla být postavena na vnitřním nádvoří výstavního pavilonu. Objekt restaurace byl do celkového řešení navržen tak, aby svým tvarem i měřítkem a svou odlišností tvořil s terasou a sadovou úpravou intimnější doplněk k rozlehlým výstavním halám. Jednalo se o půlkruhovou, plně prosklenou budovu s ocelovou konstrukcí a prostornou terasou s výhledem na přilehlý park. Restauraci tvořila tři podlaží spojená lehkým točitým schodištěm obloženým mozaikou z autorské dílny Františka Volfa. V podzemním podlaží bylo technické zázemí a příslušenství, v přízemí se nacházela Plzeňská restaurace, v patře luxusní francouzská restaurace De Luxe a venku na terase byla letní kavárna.

## Konstrukce
Hlavní konstrukci tvořila trubková ocelová kostra. Pro kubusové haly autoři navrhli systém čtyř nosných rohových sloupů, které vytvářely obvodovou konstrukci. Haly byly samozřejmě bez vnitřních podpor. Stěny těchto hal tvořily příhradové nosníky s rozpětím 28 metrů a výškou 12 metrů. Spojovací haly měly stejné rozměry, konstrukci z ocelových trubek a byly celé zasklené. Uvnitř měly vložené galerie. Střechu nesla čtveřice sloupů na šikmých vzpěrách. Po celém obvodu střechy s rozměry 18 × 18 metrů byl nainstalován široký osvětlovací pás z polyesterového laminátu. Z vnější strany namontovali panely o rozměrech 1 × 2 metry, které překryly skleněnou mozaikou s krystaly z hnědého skla. Dokonalost návrhu podtrhovaly i vlastnosti panelů: dobrá izolační schopnost, odolnost proti tlaku větru, mrazu a vodě.
Pro velké zasklené stěny architekti záměrně zvolili vzhled svislých průhledných částí o rozměrech 1,5 × 13 metrů bez vodorovných přepážek. Pásy zasklili tabulemi s rozměry 1,5 × 2 metry, vodorovnou těsnicí složku tvořila průhledná umělá hmota. Hmotnost tabulí se přenášela na samostatně nesenou kovovou svislou konstrukci.
Autoři zohlednili i ekonomiku stavby: při navrhování pavilonu vytvořili typizační prvky a využili i opakování hal. Jednou z podmínek byla snadná demontovatelnost pavilonu a možnost přenést jej do Československa. Proto byly mnohé konstrukce šroubované, což mělo vliv na velikost prvků.

## Expozice
Za šest měsíců trvání Expa navštívilo československý pavilon šest milionů diváků, včetně belgického krále Baudouina I., nizozemské královny Juliany, monackého knížete Rainiera III. nebo filmového producenta Walta Disneyho. Po sovětském a americkém pavilonu byl ten československý třetím nejnavštěvovanějším.
Celková výstavní expozice představila československý stát a kulturu. Výstavní pavilon tvořily tři vzájemně propojené krychle a každá z nich byla věnována jednomu tematickému okruhu – práci, odpočinku a kultuře. Autoři prezentovali těžký průmysl, budování přehrad, kulturu i sociální vymoženosti státního zřízení moderním výstavnickým pojetím, v němž se snažili potlačit propagandistický rámec, zdůraznit vizualitu na úkor textových komentářů a uplatnili umělecká díla, scénografické efekty a progresivní grafický design. Nicméně výrobky vystavené v Bruselu neměly nic společného s každodenní realitou v tehdejším Československu. Prezentované výrobky, oděvy, spotřebiče, sklo a porcelán, byly prototypy vyrobené speciálně pro výstavu, které se v zemi před ani po Bruselu neprodávaly.
Svět techniky představil scénograf František Tröster ve zdařilé sekci energetiky prostřednictvím pulsujících neonových světel, rytmicky se měnícího osvětlení a projekce cinemaskopických obrazů ohně, uranu a vody. Úsek věnovaný textilu koncipoval Antonín Kybal. Mezi divácky oblíbené exponáty patřil Strom hraček Jiřího Trnky v oddílu děti a loutky.
Pozornost návštěvníků přitahovala Laterna magika Josefa Svobody a Alfréda Radoka. Tato filmově-divadelní novinka dokázala nekonvenčně propojit filmovou projekci s divadelní akcí, zpěvem, hudbou, tancem a pantomimou. Úspěch slavil také originální promítací systém Polyekran Emila a Alfréda Radokových a Josefa Svobody, který při představení využíval simultánní filmovou projekci na osm pláten.
V expozici skla a keramiky architekti Josef Saal a Josef Svoboda uplatnili výrazné světelné a barevné kontrasty. Čeští skláři překvapili využitím výtvarných možností skla v oblasti designu i v solitérních objektech jako prostorová vitráž Jana Kotíka, mozaika z hutního skla se zvířecími motivy Stanislava Libenského a Jaroslavy Brychtové nebo skleněná fontána Dany Hlobilové. Abstraktní prostorová skleněná instalace René Roubíčka získala Velkou cenu Expa. V roce 2003 Roubíček vytvořil variantu této bruselské kompozice a věnoval ji do sbírek Národní galerie Praha. Pro Expo vznikla také sklářská kolekce upomínkových předmětů s motivy výstavy a města Bruselu.
Úspěchy československé expozice na Expu zachytil Zdeněk Kopáč v dokumentárním filmu Expo 58 (1958).

### Restaurace Praha
K úspěchu československé výstavy výrazně přispěla také restaurace Praha, která kromě kvalitní gastronomie nabízela i populární Plzeňský Prazdroj a karlovarskou Becherovku. Zásobování restaurace zajišťovala letecká linka mezi Prahou a Bruselem, která měsíčně přepravila asi 1 000 kilogramů šunky, 500 kilogramů másla, 12 000 vajec, 1 200 kusů uzenin a další výrobky.
Vedoucím restaurace v Bruselu se stal Miroslav Hříbek, který byl od roku 1956 až do 80. let 20. století ředitelem hotelu Alcron a absolvoval hotelovou školu v Laussane. Do Bruselu si vzal s sebou své podřízené z Alcronu, ale mohli jet jen ti nejschopnější a nejspolehlivější. Téměř všichni museli doma nechat rodinné příslušníky, což mělo sloužit jako pojistka proti emigraci. Lidé, kteří v Československu měli dobrá pracovní místa, šli ochotně do Bruselu dělat podřadnější práci, s mytím nádobí například pomáhaly i manželky diplomatů. V restauraci pracovalo celkem 140 lidí a byla rozdělena na lidovější plzeňskou a noblesnější De Luxe část. Šéfkuchař Florián Zimmerman, který získal zkušenosti v nejlepších hotelech ve Francii a Švýcarsku, dohlížel na třicet kuchařů. V místním tisku byla recepce pořádaná v restauraci ohodnocena jako gastronomická pohádka tisíce a jedné noci.

## Ocenění
Československý pavilon získal na Světové výstavě Expo 58 v Bruselu v celkovém hodnocení mezinárodní soutěže nejvyšší cenu Zlatá hvězda. V závěrečném hodnocení pak byly oceněny všechny československé exponáty přihlášené do soutěže. Československo tak získalo 56 velkých cen, 47 čestných diplomů, 35 zlatých, 18 stříbrných, a 14 bronzových medailí.
Vysoce oceněny byly například nová technika v konstrukci demontovatelných pavilónů a dokonalý interiér tvořený originálním nábytkem, uměleckými díly a užitkovými předměty. Pozornost vzbudila moderně architektonicky řešená restaurace, dále Laterna magika i celková koncepce výstavy. Hlavní cenu v mezinárodní filmové přehlídce získal vědecko-fantastický film Karla Zemana Vynález zkázy. Mezi oceněnými byla také kolekce zlatých šperků s českými granáty, kterou vytvořil Jan Nušl a jeho žáci, mj. Alena Nováková. Velkou cenu Expa 58 vyhrálo Sousoší Nový věk, zvané původně Atomový věk, vytvořené sochařem Vincencem Makovským. V současnosti se originál sousoší nachází před hlavním vstupem na Brněnské výstaviště, bronzový odlitek sousoší je umístěn před Novou budovou Národního muzea v Praze.

Tehdejší ministr kultury Václav Kopecký tvůrcům pavilonu udělil státní vyznamenání.

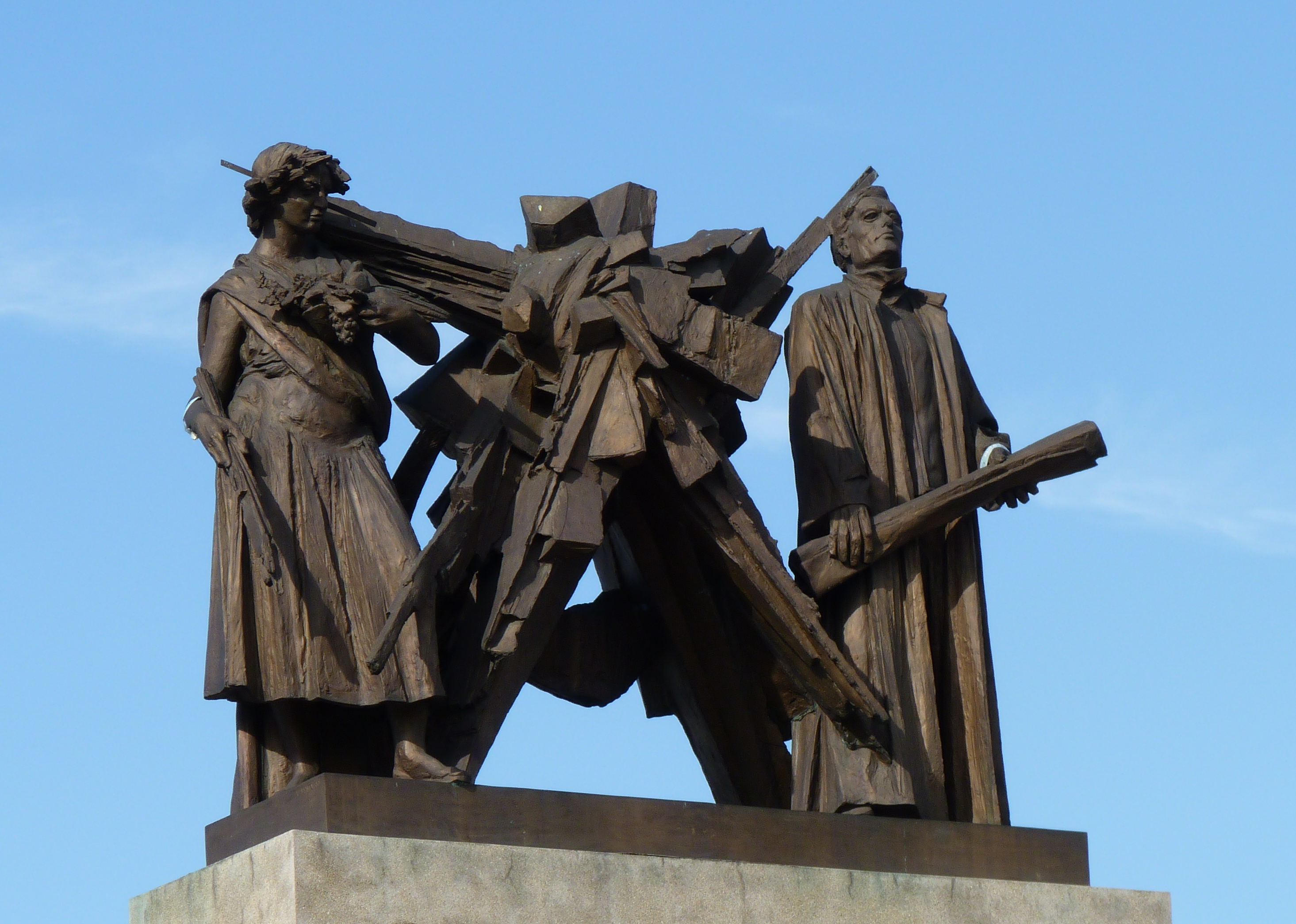
Brněnské výstaviště, Sousoší Nový věk, detail

### Vybraná ocenění
- Zlatá hvězda za nejlepší pavilon na Expo 58[23]
- Velká cena Expa 58 za architekturu československého pavilonu[24]
- Velká cena Expa 58 za projekt interiéru pavilonu a restaurace[24]
- Velká cena Expa 58 za Sousoší Nový věk od  Vincence Makovského
- Velká cena Expa 58 za prostorovou skleněnou instalace René Roubíčka[19]
- Velká cena Mezinárodního filmového festivalu za film Karla Zemana Vynález zkázy[18]
- Zlatá medaile pro fotografa Jana Lukase[3]
- Zlatá medaile Grand Prix za Kinoprojektor Meopton 3-4